# Costa e Silva (Porto Alegre)
Costa e Silva é um bairro de Porto Alegre, considerado de classe média-baixa, situado na zona norte da cidade.
Bairro constituído principalmente por moradias médias e pequenas. Tem uma densidade populacional razoável comparado com outras partes da cidade.

## Estrutura
No geral é um bairro tranquilo e bom para se viver, com baixos índices de violência desde de 2015, quando na época, existiam guerras pelo domínio do tráfico de drogas nos bairros ao redor do bairro Costa e Silva.
Com uma população instruída abaixo do esperado, em 2010, 4,76 % dos moradores de 6 a 16 anos não estavam matriculados em nenhuma escola ou instituição de ensino, destes 4,76% todos moravam com ao menos um familiar que não havia concluído o ensino fundamental.
Com a falta de investimentos, alguns pontos do bairro tinham problemas com a falta de água, o que está nos planos de ser sanado em 2021 pela nova gestão da prefeitura de Porto Alegre. As obras custarão 41 milhões de reais aos cofres públicos. A ideia da prefeitura é valorizar a região, tendo em vista que é um bairro com poucas praças e parques em comparação a outros bairros de Porto Alegre 

## Localização
O bairro é um dos últimos bairros do chamado Eixo Baltazar, que é a zona de bairros que são cortados pela avenida Baltazar de Oliveira Garcia.
As localidades vizinhas ao Costa e Silva são: Passo das Pedras, Jardim Dona Leopoldina, Rubem Berta, Parque dos Maias, Porto Seco e Sarandi.